# Scambismo
Il termine scambismo designa una classe piuttosto ampia di comportamenti sessuali, che taluni dei praticanti definiscono anche col termine più generico trasgressione e con l'aggettivo trasgressivo.
Il denominatore comune di tale gamma di comportamenti può essere considerato un'attenuazione più o meno forte della monogamia della coppia, i cui membri, o uno di essi, possono trarre eccitazione o soddisfacimento da voyeurismo (guardare), esibizionismo (essere guardati) o da vari atti sessuali condotti con una o più persone o coppie.
Tali pratiche investono quindi la vita di coppie e di individui di ogni genere. I praticanti normalmente combinano incontri coppia-coppia, coppia-maschio o coppia-femmina al di fuori delle loro consuete relazioni amicali e sociali, ricorrendo a vari centri di aggregazione mediatici o fisici (per esempio alcuni club privé).